# Laura Tesoro

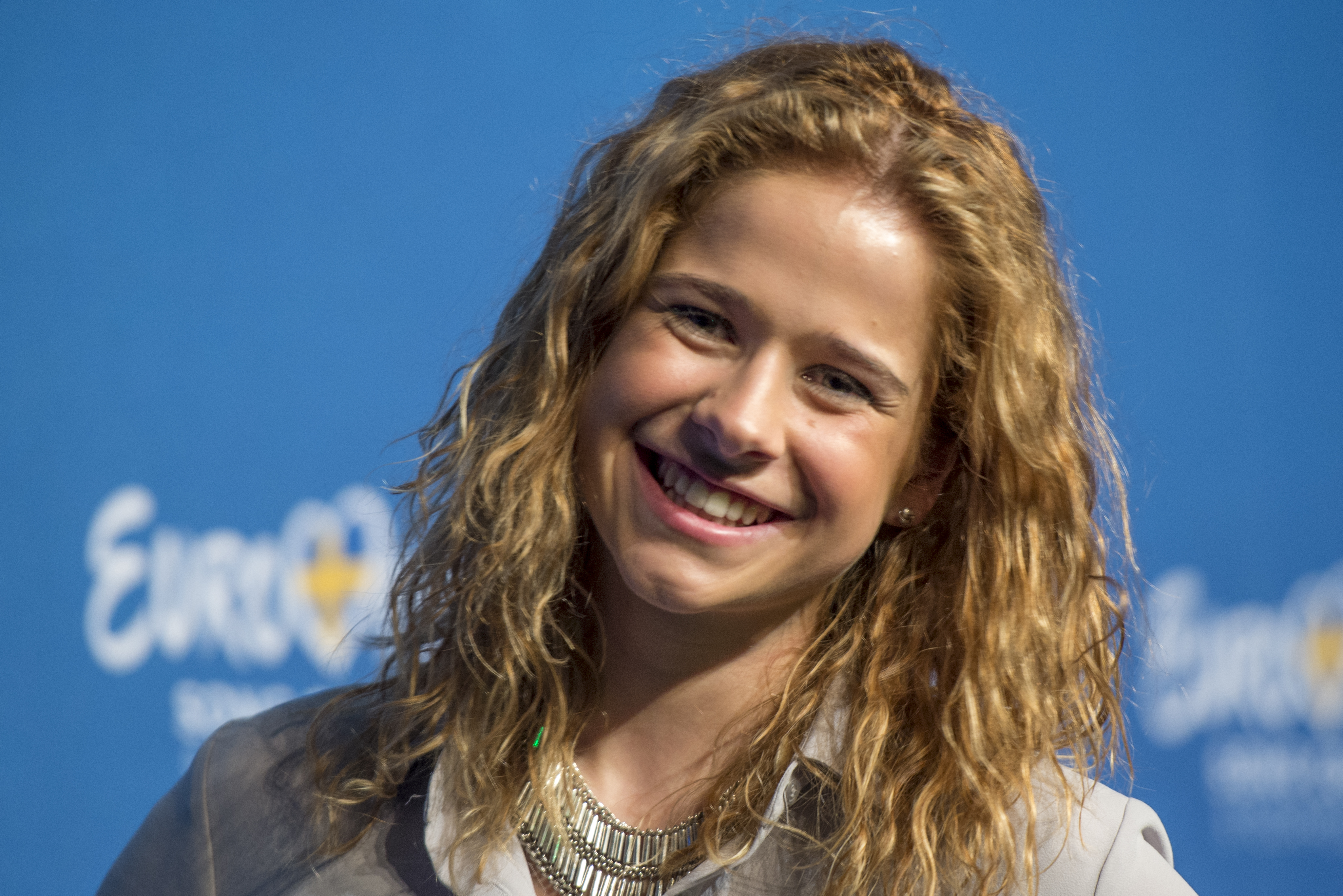
Laura Tesoro vor dem ESC 2016

Laura Tesoro (* 19. August 1996 in Antwerpen) ist eine belgische Sängerin und Schauspielerin flämischer Herkunft. Beim Eurovision Song Contest 2016 in Stockholm hat sie Belgien vertreten.

## Leben und Karriere
Tesoros erste Rolle war die der Evy Cuypers im flämischen Krimi-Drama Witse 2008, es folgten Auftritte bei den Musicals Annie und Domino. 2009 trat sie bei Ketnetpop auf, bei dem die ehemaligen Junior-Eurovision-Song-Contest-Teilnehmer aus Belgien ein Konzert gaben und 2012 war sie in der Seifenoper Familie als Charlotte zu sehen.
Als Sängerin bekannt wurde sie durch ihren zweiten Platz bei der dritten Staffel von The Voice van Vlaanderen im Jahr 2014. Ihre Debütsingle Outta Here, die sie nach der Show veröffentlichte, erreichte Platz 23 der flämischen Single-Charts. Im November 2015 erschien ihre zweite Single Funky Love.
Zeitgleich wurde ihre Teilnahme am belgischen ESC-Vorentscheid Eurosong 2016 bekannt gegeben. In der ersten Show am 3. Januar 2016 coverte sie den türkischen Beitrag von 2009, Düm tek tek, der aus Flandern stammenden Sängerin Hadise, die im Finale am 17. Januar auch in der Jury saß, die aber keinen Einfluss auf die Wertung hatte. Laura Tesoro gewann das Finale durch internationale Jurys und die belgischen Fernsehzuschauer vor vier Konkurrenten und vertrat Belgien beim zweiten Halbfinale. Mit ihrem Song What’s the Pressure zog sie in das Finale ein und erreichte den zehnten Platz.

## Diskografie

### Alben
| Jahr | Titel  | Höchstplatzierung, Gesamtwochen, AuszeichnungChartsChartplatzierungen (Jahr, Titel, Platzierungen, Wochen, Auszeichnungen, Anmerkungen) | Anmerkungen                            |
| Jahr | Titel  | BEF | Anmerkungen                            |
| ---- | ------ | --- | -------------------------------------- |
| 2019 | Limits | BEF3 (29 Wo.)BEF | Erstveröffentlichung: 25. Oktober 2019 |

### Singles
| Jahr | Titel Album                              | Höchstplatzierung, Gesamtwochen, AuszeichnungChartplatzierungen (Jahr, Titel, Album, Platzierungen, Wochen, Auszeichnungen, Anmerkungen) | Höchstplatzierung, Gesamtwochen, AuszeichnungChartplatzierungen (Jahr, Titel, Album, Platzierungen, Wochen, Auszeichnungen, Anmerkungen) | Höchstplatzierung, Gesamtwochen, AuszeichnungChartplatzierungen (Jahr, Titel, Album, Platzierungen, Wochen, Auszeichnungen, Anmerkungen) | Anmerkungen                                                                              |
| Jahr | Titel Album                              | BEF | BEW | AT | Anmerkungen                                                                              |
| ---- | ---------------------------------------- | --- | --- | --- | ---------------------------------------------------------------------------------------- |
| 2014 | Outta Here –                             | BEF23 (1 Wo.)BEF | — | — | Erstveröffentlichung: 18. August 2014                                                    |
| 2016 | What’s the Pressure –                    | BEF2 Gold · (22 Wo.)BEF | — | AT75 (1 Wo.)AT | Erstveröffentlichung: 15. April 2016 belgischer Beitrag zum Eurovision Song Contest 2016 |
| 2017 | Higher –                                 | BEF20 (23 Wo.)BEF | — | — | Erstveröffentlichung: 28. April 2017                                                     |
| 2017 | Beast –                                  | BEF25 (13 Wo.)BEF | — | — | Erstveröffentlichung: 27. Oktober 2017                                                   |
| 2018 | Mutual –                                 | BEF23 (16 Wo.)BEF | — | — | Erstveröffentlichung: 30. November 2018                                                  |
| 2019 | Up –                                     | BEF34 (5 Wo.)BEF | — | — | Erstveröffentlichung: 22. März 2019                                                      |
| 2019 | Thinking About You All the Time (Live) – | BEF44 (3 Wo.)BEF | — | — | Erstveröffentlichung: 27. Mai 2019                                                       |
| 2019 | Limits                                   | BEF35 (4 Wo.)BEF | — | — | Erstveröffentlichung: 13. September 2019                                                 |
| 2019 | Press Pause Limits                       | BEF21 (13 Wo.)BEF | — | — | Erstveröffentlichung: 8. November 2019                                                   |
| 2020 | Hold On Limits                           | BEF29 (7 Wo.)BEF | — | — | Erstveröffentlichung: 22. Mai 2020                                                       |
| 2020 | Strangers –                              | BEF13 Gold · (22 Wo.)BEF | BEW4 (19 Wo.)BEW | — | Erstveröffentlichung: 6. November 2020 mit Loïc Nottet feat. Alex Germys                 |
| 2022 | Not Easy –                               | BEF39 (1 Wo.)BEF | — | — | Erstveröffentlichung: 22. April 2022                                                     |
| 2023 | Bad Ain’t That Bad –                     | BEF37 (3 Wo.)BEF | — | — | Erstveröffentlichung: 17. Mai 2023                                                       |
| 2024 | Oya lélé –                               | BEF49 (1 Wo.)BEF | — | — | Erstveröffentlichung: 9. April 2024 aus Liefde voor muziek                               |
| 2025 | Shining –                                | BEF29 (… Wo.)BEF | — | — | Erstveröffentlichung: 17. Mai 2025                                                       |

Weitere Singles
- 2015: Funky Love
- 2017: Set Them Free (mit Piet Van den Heuvel)
- 2019: One of It (Live)
- 2019: Weapons Down (Live)
- 2019: Changes (Live)
- 2020: Brussels by Night